# 11704 Gorin
11704 Gorin eller 1998 FZ130 är en asteroid i huvudbältet som upptäcktes den 22 mars 1998 av LINEAR i Socorro County, New Mexico. Den är uppkallad efter Michael Adam Gorin.
Asteroiden har en diameter på ungefär 3 kilometer och den tillhör asteroidgruppen Vesta.